# ARRI Trinity 2
Die ARRI TRINITY 2 ist ein von Curt O. Schaller und Roman Foltyn entwickeltes oscarprämiertes Kamerastabilisierungssystem.

## Geschichte
Im Jahr 2015 entwickelte Curt O. Schaller gemeinsam mit dem promovierten Ingenieur Roman Foltyn das Trinity-System: Es war das erste Kamerastabilisierungssystem der Welt, welches ein mechanisches Stabilisierungssystem mit einem elektronischen kombinierte.
2022 brachte ARRI die zweite Generation der Trinity, die TRINITY 2 auf den Markt.
Im Jahr 2025 wurde Curt O. Schaller für das Konzept, Design und die Entwicklung des Trinity 2-Systems und Roman Foltyn für das Software- und Hardware-Design des motorisierten stabilisierten Kopfes mit dem Oscar für Wissenschaft und Entwicklung, dem Academy Scientific and Engineering Award ausgezeichnet.
In der Erklärung der Academy of Motion Picture Arts and Sciences hieß es: „Die ARRI Trinity 2 ist ein am Körper getragenes System, das ein traditionelles Trägheitskamerastabilisierungssystem mit einer elektronischen Gimbal-Technologie kombiniert und so eine beispiellose Freiheit der Kamerabewegung ermöglicht, um Aufnahmen mit mehreren Übergängen zu machen, die sonst nicht möglich wären.“

## Filme
Auswahl an Filmen, in denen das Trinity-System eingesetzt wurde:
- 1917 (2019) – DOP: Roger Deakins – Trinity Operator: Charlie Rizek[4][5]
- Mission: Impossible - Dead Reckoning (2023) – DOP: Fraser Taggart – Trinity Operator: Charlie Rizek[6][7][8]
- Mission: Impossible – The Final Reckoning (2025) – DOP: Fraser Taggart – Trinity Operator: Charlie Rizek[9][7][8]